# Merlaut
Merlaut  là một xã thuộc tỉnh Marne trong vùng Grand Est đông nam nước Pháp. Xã này nằm ở khu vực có độ cao trung bình 104 mét trên mực nước biển.
Sông Chée tạo thành phần lớn ranh giới đông bắc, chảy theo hướng tây qua thị trấn, sau đó chảy vào (tại Vitry-en-Perthois) sông Saulx, sông tạo thành phần lớn ranh giới phía nam thị trấn.